# 315276 Юрійградовський
315276 Юрійградовський (315276 Yurigradovsky) — астероїд головного поясу, відкритий 1 жовтня 2007 року в Андрушівці.
Відповідно до стандартної зоряної величини 17,0, діаметр астероїда оцінюється у 1–2 км (за умови, що його альбедо лежить у межах 5–25 %).